# Gejevska književnost
Gejevska literatura je skupni izraz za literaturo, namenjeno LGBT skupnosti ali od nje ustvarjeno, ki vključuje like, zgodbe in/ali teme, prikazujoče moško homoseksualno vedenje. Izraz se danes najpogosteje uporablja za moško gejevsko književnost, ločeno od žanra lezbične književnosti. V preteklosti se je izraz "gejevska književnost" včasih uporabljal za kritje tako (moške) gejevske književnosti kot (ženske) lezbične književnosti.
V zgodovinskem smislu je književnost, kot jo poznamo danes, dokaj nova pogruntavščina in trenutni koncept homoseksualnosti je v naši kulturi še toliko bolj sveže pečen. Torej ni nobeno presenečenje, da so gejevska književnost in nasploh gejevski liki v književnosti tako relativno novi, da se zaenkrat še vedno zdijo vpadljivi.— Kilian Meloy, "Influential Gay Characters in Literature" (2007), "Influential Gay Characters in Literature" (2007)

## Pregled in zgodovina
Zaradi preganjanja ali nasprotovanja homoseksualnosti so se skozi zgodovino v veliko svetovnih kulturah LGBT posamezniki pogosto obračali h književnosti kot načinu uveljavitve, razumevanja in olepševanja istospolne privlačnosti. LGBT književnost lahko služi tudi kot sredstvo, s katerim avtor beleži svoje ali drugaršnje psihološke obremenitve in odtujenost, ki jih izkušajo LGBT posamezniki, saj so soočeni z izzivi, kot so predsodki, AIDS, samoprezir, ustrahovanje, nasilje, versko obsojanje, zanikanje, samomor, preganjanje in druge podobne ovire.
Temo ljubezni med posamezniki istega spola najdemo v raznih antičnih besedilih po vsem svetu. Še posebej je ta izrazita pri Starih Grkih, ki so jo raziskali na najrazličnejših ravneh v delih, kot je Platonov Simpozij.

### Antična mitologija
Veliko mitologij in verskih pripovedi vključuje zgodbe o romantični navezanosti ali spolnosti med moškimi ali pa prikazuje božja dejanja, ki vodijo v spremembo spola. Te mite so strokovanjaki interpretirali kot obliko LGBT izražanja in jim pripisali sodobno pojmovanje spolne usmerjenosti in spola. Mite so uporabljale posamezne kulture, deloma za razlago in uveljavitev svojih posebnih družbenih institucij, deloma pa za iskanje in razlago vzrokov transspolnosti ali homoseksualnosti.
V klasični mitologiji so starodavni grški bogovi in junaki, kot so Zevs, Apolon, Pozejdon in Heraklej (vključno z Ganimedom, Hijakintom, Neritom in Hilom) imeli pripisane moške ljubimce kot odraz in uveljavitev tradicije pederastije.